# 斯蒂芬·弗里爾·納科爾斯
斯蒂芬·弗里爾·納科爾斯（英語：Stephen Friel Nuckolls；1825年8月26日—1879年2月14日），是一位美國民主黨的政治人物，曾在1869年至1871年擔任首任懷俄明領地眾議院議會代表，亦是內布拉斯加市的聯合創建人。

## 生平
納科爾斯在維吉尼亞州格雷森縣出生，在當地讀書直到在1846年移民到密蘇里州林登。自1847年至1853年，他在當地從事貿易，其後次年搬到內布拉斯加領地並建立了內布拉斯加市。納科爾斯在內布拉斯加市擔任幾份公職，另外也在1855年成立了普拉特谷銀行。到1859年，他成為內布拉斯加州領地議會議員。
此後他又幾次搬家：1860年移居到科羅拉多領地經營銀行及礦業；1864年到紐約市；1867年到達科他領地，定居在夏延從商。
懷俄明領地建立後，他以民主黨黨員身份當選第四十一屆聯邦國會懷俄明領地眾議院議會代表，任期自1869年12月6日到1871年3月3日，惟於第四十二屆時競逐失敗，並繼續從商。
後來，納科爾斯成為懷俄明領地第二屆議會（1871年）的議員並擔任議長；又在1872年和1876年擔任民主黨全國大會其中一名代表。
1872年7月他移民至鹽湖城從事研磨，後於1879年2月14日逝世，安葬在橄欖山公墓。